# II Concilio de Letrán
El Segundo Concilio Lateranense se celebró en Roma, teniendo como sede la Basílica de San Juan de Letrán, y desarrollando sus sesiones entre el 4 de abril de 1139 y el 11 de abril del mismo año.
Está considerado por la Iglesia católica como el X Concilio ecuménico, y el segundo de los celebrados en Occidente.

## Temas tratados
Fue convocado por el papa Inocencio II con objeto de ratificar la condena del antipapa Anacleto II, y a él asistieron alrededor de mil participantes que promulgaron treinta cánones, en los que se trató sobre la simonía, la usura, falsas penitencias y sacramentos, decretándose:
- Que los obispos y eclesiásticos no debían escandalizar por los colores, la forma, o la extravagancia de sus ornamentos, por lo que vestirían de forma modesta. (Canon 4).

- La condena y persecución de los matrimonios y concubinatos de los sacerdotes, diáconos, subdiáconos, monjes y monjas (Cánones 6, 7 y 11)

- La excomunión a los laicos quienes no pagasen los diezmos a los obispos, o no cediesen a estos últimos las iglesias cuya posesión tuviesen retenidas, ya porque fueron recibidas de manos de los Obispos, u obtenidas de príncipes u otras personas (Canon 10).

- La fijación de los períodos y duración de los Armisticios de Dios (Canon 12).

- La condena de la usura.

- La prohibición de que los monjes se dedicaran al estudio de materias profanas como el Derecho o la Medicina.

- La prohibición, bajo pena de privación de un entierro cristiano, de justas y torneos que pusiesen en peligro la vida (Canon 14).

- La obligación de reyes y príncipes de dispensar justicia de acuerdo con los obispos (Canon 20).

- La excomunión de Arnaldo de Brescia y Pedro de Bruys, acusados de heréticos (Canon 23).

- La prohibición de aceptar beneficios de las manos de un laico (Canon 25).

- La prohibición a las monjas de cantar el Oficio Divino en un mismo coro con los monjes o canónigos (Canon 27),

- La prohibición de que las iglesias dejaran la dignidad de obispo vacante por más de tres años desde la muerte del último (Canon 28).

- La prohibición del uso contra los cristianos de la honda, el arco y la ballesta (Canon 29).